# Foderenhed
En Foderenhed (forkortet FE) er et landbrugsteknisk udtryk, der bruges til at angive fodermidlers evne til at erstatte hinanden som foder. Siden 1915 anvendes den skandinaviske foderenhed: 1 kg byg = 1 FE.